# Андреас Бернард
Андреас Бернард (дан. Andreas Bernard — Егна, 9. јун 1990) професионални је италијански хокејаш на леду који игра на позицији голмана. 
Као играч ХК Болцана освојио је титулу првака Италије у сезони 2008/09. Од 2009. игра у Финској, прво у екипи СајПа, а потом од 2015. у екипи Есета (финска Лиига)
Члан је сениорске репрезентације Италије за коју је дебитовао током 2012. године.